# チコーラ (装甲艦)
CSS チコーラ（CSS Chicora）は南北戦争中のアメリカ連合国海軍（南部海軍）のリッチモンド級砲郭型衝角装甲艦。チコーラの名称はサウスカロライナ州北東部の先住民であるチコーラ族（Chicora tribe）に由来する。

## 艦歴
チコーラはサウスカロライナ州チャールストンにおいて1862年に建造された。ジョン・ポーター（John L. Porter）の計画に従って、海岸砲台用の州の予算$300,000のほとんどを使って、ジェームズ・イーソン（James M. Eason）が建造を行い、イーソンは「卓越した技術と迅速さ」のためにボーナスを得た。チコーラの装甲は厚さ4インチで、装甲の下には22インチ厚のオーク材と松材の基部があり、また後部の装甲は2インチであった。1862年3月に竜骨が据付けられ、11月には就役した。ジョン・タッカー（John Randolph Tucker）中佐が初代の艦長となった。
夜明け前の濃い霧の中、1863年1月31日、チコーラと装甲艦CSS パルメット・ステートはチャールストン港のすぐ外にいた北部海軍の非装甲艦からなる封鎖艦隊に対し攻撃を行った。パルメット・ステートはUSS マーセディッタ（USS Mercedita）に衝角と大砲で攻撃を行いこれを降伏に追い込み、さらにUSS キーストーン・ステート（USS Keystone State）を無力化した。チコーラは他の北軍艦艇に対して遠距離砲撃戦を行ったが、無傷のままパルメット・ステートと共に安全な港内に凱旋した。

「私のアメリカ連合国海軍における大尉としての任務は、チャールストンにある装甲艦チコーラに着任することであった。私は甲板士官に任命され、第一分隊を指揮した。封鎖艦隊に対する攻撃の際には。。。記憶すべき朝、我々を攻撃するために近づいてくるキーストーン・ステートを照準し、有効弾を一発命中させた。（キーストーン・ステート艦長のレロイ大佐の報告によると）死者21人、重傷15人の損害を与え、レロイ艦長は降伏の合図として戦闘旗を降ろした。現在、敵はかなりの距離をとっており、自軍の装甲艦の到着を待っている。わが海軍省は、同一の総合計画下、遅々としたペースで衝角艦の建造を行っているが、港湾防御以外には大きな期待は出来ない」 -- ウィリアム・T・グラッセル大尉、連合国海軍

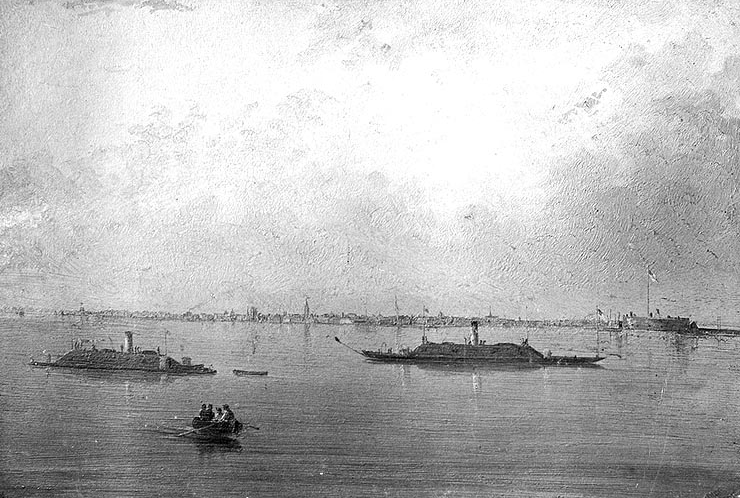
チャールストン港に係留されているチコーラとパルメット・ステート

4月7日にサミュエル・デュポン少将隷下の北部海軍の装甲モニター艦9隻によるチャールストン攻撃の際には、防御艦隊として参加した。北軍艦隊は大打撃を受け、修理のために撤退を余儀なくさせられ、行動を再開することはできなかった。
1863年から1864年にかけて、チコーラはチャールストン周辺での戦闘に参加した。その中にはモリス島（Morris Island）から撤退する兵員の輸送、サムター要塞、グレッグ要塞（Fort Gregg）、ワグナー要塞（Fort Wagner）の防衛戦が含まれる。
1863年8月、それまで民間人が運用していた潜水艇H・L・ハンリーがチャールストンに到着すると、チコラのジョン・A・ペイン大尉がハンリーのスキッパー（艦長）を志願し、乗組員としてチコーラとパルメット・ステイトから7人が志願した。
1865年2月18日にチャールストンが陥落すると、北軍による鹵獲を防ぐために南軍はチコーラを破壊した。

## 参考資料
- Chesneau, Roger; Kolesnik, Eugene M., eds (1979). Conway's All the World's Fighting Ships 1860–1905. Greenwich, UK: Conway Maritime Press. ISBN 0-8317-0302-4
- Olmstead, Edwin; Stark, Wayne E.; Tucker, Spencer C. (1997). The Big Guns: Civil War Siege, Seacoast, and Naval Cannon. Alexandria Bay, New York: Museum Restoration Service. ISBN 0-88855-012-X
- Silverstone, Paul H. (2006). Civil War Navies 1855–1883. The U.S. Navy Warship Series. New York: Routledge. ISBN 0-415-97870-X
- Still, William N., Jr. (1985). Iron Afloat: The Story of the Confederate Armorclads (Reprint of the 1971 ed.). Columbia, South Carolina: University of South Carolina Press. ISBN 0-87249-454-3

Coker, PC, "Charleston's Maritime Heritage 1670–1865", Charleston, CokerCraft Press 1987
- Prisoners of the Civil War; The Paragon Agency, Publishers; 2001
- この記事はアメリカ合衆国政府の著作物であるDictionary of American Naval Fighting Shipsに由来する文章を含んでいます。